# Paracatu
Paracatu là một đô thị thuộc bang Minas Gerais, Brasil. Đô thị này có diện tích 8232,233 km², dân số năm 2007 là 79739 người, mật độ 10,3 người/km².